# VHS: Verdadeiras Histórias de Sangue
VHS: Verdadeiras Histórias de Sangue é um livro escrito pelo brasileiro Cesar Bravo do gênero de horror. O livro foi lançado em 11 de dezembro de 2019, pela DarkSide Books, em capa dura.
O livro se passa na cidade fictícia de Três Rios, no noroeste do estado de São Paulo, onde alguns de seus outros livros também se passam. O enredo se desenrola entre os anos de 1985 a 1995, começando em uma videolocadora capaz de alugar a vida e os sonhos de seus clientes. Tendo como base a antiga fita de VHS, o autor discorre sobre a vida dos moradores da cidade e as peculiaridades cotidianas, como casos sombrios, notícias em jornais, anúncios misteriosos e crimes que ocorreram no município.
Os fragmentos das memórias dos habitantes e seus relatos compõem uma colagem que sai do âmbito pessoal para o âmbito coletivo do que vem assombrando a cidade. O livro é estruturado na forma de contos, semelhante ao livro anterior, Ultra Carnem, trabalhando com temas comuns ao povo brasileiro na década de 1980 e 1990, mencionando lendas urbanas, como a "Loira do Banheiro".